# Cracca calophylla
Cracca calophylla là một loài thực vật có hoa trong họ Đậu. Loài này được (Bedd.) Kuntze mô tả khoa học đầu tiên năm 1891.